# Мюнхенская школа греческой живописи
Мюнхенская школа является самым значительным художественным течением Греции в XIX веке. Находилась под сильным влиянием Мюнхенской академии изящных искусств.

## Предыстория
Кронный принц Баварии Людвиг был почитателем древнего греческого искусства и филэллином.
После вступления на престол в 1825 году он реорганизовал Академию изящных искусств, окружил себя художниками и стремился тому, чтобы обратить Мюнхен во «вторые, Изарские, Афины», занявшись постройкой зданий в греческом стиле.
Ещё до восхождения на трон и с началом Освободительной войны греков в 1821 году, Людвиг предоставил революционному греческому правительству, из собственных средств, заём в 1.5 миллиона флоринов.
После восхождения на престол, в 1826 году Людвиг открыто поддержал отъезд в сражающуюся Грецию 12 баварских волонтёров, среди которых был лейтенант баварской армии и художник-самоучка Крацайзен, Карл.
Это нарушало политику Священного Союза и стало первой открытой, хотя и символической, «акцией помощи грекам маленького европейского государства баварского короля-филэллина Людвига».
После убийства первого правителя Греции Иоанна Каподистрии, в результате антагонизмов европейских держав в возрождающемся греческом государстве и в качестве компромисса, европейские монархии согласовали в 1832 году восхождение на трон Греции сына Людвига, принца Оттона I.

## Появление Мюнхенской школы
Тридцатилетний период правления Оттона, с 1832 года и до его свержения в 1862 году, отмечен появлением и развитием особых греко-баварских связей. За Оттоном в Грецию последовали тысячи баварских чиновников, военных, предпринимателей, архитекторов и художников.
Модернизация или вестернизация греческого общества в определённой степени имела баварский оттенок.
В области живописи, после Падения Константинополя в 1453 году, художественная традиция в греческих землях была представлена поствизантийской иконописью, в особенности Критской школой, и находившейся под итальянским влиянием Семиостровной школой греческой живописи на Ионических островах, бывших тогда под британским контролем и вне пределов Греческого королевства.
При поощрении Оттона, большое число молодых греческих художников были отправлены на учёбу в Мюнхен. Многие из них, вернувшись в Грецию, стали преподавателями в Школе Искусств (впоследствии Афинская школа изящных искусств).
Работы художников Мюнхенской школы характеризуются академическим реализмом и театральностью.
В тематике доминировали жанровые сцены, портреты, пейзажи и натюрморты.
К представителям Мюнхенской школы искусствоведами причислены первые художники свободной Греции Вризакис, Теодорос (1814—1878) и Цокос, Дионисиос (1820—1862), хотя Цокос принадлежит Семиостровной школе греческой живописи. Оба художника черпали свою тематику в основном из Греческой революции 1821 года, но их картины не отражают насилие и трагедию войны. Бо́льшую драматичность придали своим картинам последующие художники-маринисты Мюнхенской школы Воланакис, Константинос (1837—1907) и Алтамурас, Иоаннис (1852—1878), отразившие в своих работах морские сражения Освободительной войны.
Вместе с Воланакисом, основными представителями Мюнхенской школы конца XIX века считаются художники Литрас, Никифорос (1832—1904), Гизис, Николаос (1842—1901) и Яковидис, Георгиос (1853—1907). Гизис остался в Германии и преподавал в Мюнхенской Академии, но Воланакис, Литрас и Яковидис вернулись в Грецию и преподавали в Афинской Академии, оставив свой отпечаток в художественном образовании страны.
Литрас, Никифорос , «родоначальник греческой живописи», считается главным иллюстратором греческой жизни и пейзажей XIX века. Его картины, такие как Торговец молоком и Ожидание, являются вехами в истории греческого искусства. Гизис также уделил внимание жанровым сценам, но к концу жизни обратился к изображению своих видений, аллегориям и символам. Наконец, Яковидис в основном уделил внимание портрету и изображению детских сцен. К Мюнхенской школе принадлежат также художники Захариас (1845-;) и Лембесис, Полихронис (1848—1913).

## Завершение периода Мюнхенской школы
Низложение Оттона в 1862 году объективно способствовало ограничению греко-баварских связей.
В меньшей степени это коснулось художественных связей. Возвращение греческих художников из Баварии некоторые искусствоведы именуют «новым баварским игом».
Преемнику и основателю датской династии Глюксбургов на греческом престоле Георгу I не удалось создать что либо подобное Мюнхенской школе. Даже учившегося в Копенгагене Иоанниса Алтамураса искусствоведы причисляют к Мюнхенской школе.
Влияние мюнхенского академического реализма наблюдается также в работах некоторых греческих художников XX века, таких как Викатос, Спиридон (1878—1960), Флора-Каравиа, Талия (1871—1960) и Дукас, Гектор (1886—1969).
Хотя некоторые греческие художники, такие как Пантазис, Периклис (1849—1884), обратились к импрессионизму и другим художественным течениям с середины XIX века, некоторые искусствоведы считают что период Мюнхенской школы завершился после того как в начале XX века в Афинской Академии стали преподавать экспрессионист Литрас, Николаос (1883—1927) и экстравагантный Партенис, Константинос (1878—1967).

## Галерея
- Г.Яковидис. Детский концерт (1894)
- Т. Вризакис. Эксодос Месолонгиона (1853)
- Литрас, Никифорос , Торговец молоком (1895)
- Гизис, Николаос . Заучивание (1883)
- Гизис, Николаос . Обет (1874)
- Гизис, Николаос . Сироты (1871)
- Гизис, Николаос . Цирюльник (1880)
- Лембесис, Полихронис . Девочка с голубями
- Г.Ройлос. Поэты поколения 1880 (1919)
- Хадзис, Василиос. Парусник в бурном море (1896)
- Алекторидис, Николаос. Смерть безбожника (1906).